# Henry Bakker
Henry Bakker (Volendam, 3 april 1981) is een voormalig profvoetballer. Hij speelde bij verschillende clubs in de Eerste divisie en kwam bij de diverse clubs in totaal in 28 officiële wedstrijden uit.

## Carrière
| Seizoen        | Club                | Land      | Competitie     | Wed. | Goals |
| -------------- | ------------------- | --------- | -------------- | ---- | ----- |
| 2000/01        | FC Volendam         | Nederland | Eerste divisie | 2    | 0     |
| 2001/02        | Stormvogels Telstar | Nederland | Eerste divisie | 12   | 1     |
| 2002/03        | FC Volendam         | Nederland | Eerste divisie | 2    | 0     |
| 2003/04        | Cambuur Leeuwarden  | Nederland | Eerste divisie | 10   | 0     |
| Totaal         | Totaal              | Totaal    | Totaal         | 28   | 1     |
| Bijgewerkt tot | 20 augustus 2009    |           |                |      |       |